# NGC 134
NGC 134 ist eine Balken-Spiralgalaxie vom Hubble-Typ SBbc im südlichen Sternbild Bildhauer am Südsternhimmel. Sie ist schätzungsweise 70 Millionen Lichtjahre von der Milchstraße entfernt und hat einen Durchmesser von etwa 175.000 Lj.
In der Aufnahme rechts lassen sich in den Spiralarmen zahlreiche rötliche Flecken erkennen. Dabei handelt es sich um HII-Regionen, große Wolken aus ionisiertem Wasserstoff, die durch die energiereiche Strahlung massereicher junger Sterne zum Leuchten angeregt werden. 
Die Typ-IIb-Supernova SN 2009gj wurde hier beobachtet.
Das Objekt wurde am 7. Juli 1826 von dem schottischen Astronomen James Dunlop entdeckt.

## NGC 134-Gruppe (LGG 7)
| Galaxie  | Alternativname | Entfernung/Mio. Lj |
| -------- | -------------- | ------------------ |
| NGC 115  | PGC 1651       | 81                 |
| NGC 131  | PGC 1813       | 62                 |
| NGC 134  | PGC 1851       | 70                 |
| NGC 148  | PGC 2053       | 83                 |
| IC 1554  | PGC 2000       | 77                 |
| IC 1555  | PGC 2071       | 70                 |
| PGC 2044 | ESO 410-018    | 70                 |